# Hans Beck (Skispringer)
Hans Arnold Beck (* 25. April 1911 in Kongsberg; † 10. April 1996 in Oslo) war ein norwegischer Skispringer.
Beck, der für den Verein Kongsberg IF startete, stand 1932 im Aufgebot für die Olympischen Winterspiele 1932 in Lake Placid. Dabei gewann er von der Normalschanze die Silbermedaille. Damit wurde er zudem Vizeweltmeister. Er musste sich beim Springen nur seinem Landsmann Birger Ruud geschlagen geben, landete aber noch vor Kåre Walberg.
Beck heiratete 1949 und hatte zwei Kinder. Nach seiner aktiven Karriere arbeitete er als Verkäufer für Sportzubehör. Am 10. April 1996 starb Beck zwei Wochen vor seinem 85. Geburtstag in Oslo.